# متلازمة الأثر الثاني
متلازمة الأثر الثاني تحدث عندما يتضخم الدماغ بسرعة بالغة، بعد معاناة الشخص من ارتجاج ثانٍ قبل تلاشي نظيره الأول أو ظهور أعراضه. هذه الكدمة الثانية يمكن أن تحدث خلال دقائق، أو أيام أو أسابيع بعد حدوث الارتجاج الأول، ومن الممكن لدرجة بسيطة منها أن تؤدي إلى SIS. تكون هذه الحالة في معظم الأحيان مميتة وقد تؤدي إلى الإصابة بإعاقة. يُعتقد أن فقدان الشريان قابليته للتحكم في القطر يؤدي إلى فقدان القدرة على التحكم بكمية الدم المتدفقة إلى الدماغ، وهذا بدوره يؤدي إلى وذمة دماغية، على الرغم من ذلك يبقى سبب SIS غير محدد. تحدث معظم هذه الحالات لفئة الشباب، ولمنع هذه الحالة أُقيمت بعض المبادئ التي تتضمن مثلًا، في المجال الرياضي منع عودة اللاعبين الرياضين إلى اللعب باكراً قبل اختفاء أعراض إصابة الدماغ الأولى. بسبب قلة عدد الحالات المسجلة ب SIS، هنالك شك من تشخيص متاح لها. لكن بقيت الحالة متعارف عليها من قبل الأطباء.

## علم الأوبئة
على الرغم من أن حدوث متلازمة الأثر الثاني غير معروفة، إلا أن الحالة نادرة، حالات قليلة جدًا أُكدت في الأدب الطبي. خلال فترة 13من العمر،1980-1993 سجلت حالات إصابة ما بين 35 من اللاعبين الأمريكان بمتلازمة الأثر الثاني، ولكن فقط 17 منهم تم تأكيد التشخيص من خلال تشريح الجثة أو الجراحة أو التصوير بالرنين المغناطيسي، و18 حالة فقط متعلقة بهذه المتلازمة. بالإضافة إلى ذلك، الصدمة الأولى غير موثقة، ممَ يزيد من التساؤل عن كيفية حدوث هذه المتلازمة. على حسب أحد التقديرات، هذه المتلازمة تقتل 4-6 من الناس تحت عمر الثامنة عشر. وفقًا لمراكز السيطرة علي الأمراض، حوالي 1,5 مليون شخص يموتون من الارتجاج كل عام في الولايات المتحدة، أغلب هذه الحالات يكون لديهم ارتجاج سابق. ويرجع ذلك جزئيًا إلى ضعف توثيق الإصابة الأولى، واستمرار تسجيل الأعراض. بعض المحترفين يعتقدون أن هذه الحالة بسبب الإفراط في التشخيص، بينما يشكك البعض في صحة التشخيص تمامًا.

### المخاطر
متلازمة الأثر الثاني تتشارك في كل المخاطر مع الارتجاج. ممن لديهم زيادة لمخاطر الارتجاج، لديهم زيادة لمخاطر متلازمة الأثر الثاني. خصوصا الأشخاص المشاركين في مجال الرياضة مثل الملاكمة، كرة القدم وكرة القدم الأمريكية، البيسبول، الرجبي، كرة السلة، هوكي الجليد، مصارعة المحترفين والتزحلق علي الجليد خاصة جبال الألب، لديهم خطر متزايد . الحالة الأكثر شيوعا تحدث في كرة القدم الأمريكية. هذه المتلازمة تؤثر بشكل غير متناسب علي المراهقين. كل الحالات الموثقة تحدث في الناس ممن تقل أعمارهم عن 20عام إلا في الملاكمة. سنة 2000، هذه المتلازمة لم يتم الإبلاغ عنها نهائيًا في الأدب الطبي في الأطفال ممن تقل أعمارهم عن سن المراهقة. تم العثور علي الرياضيين الشباب ممن هم عرضة لكلا من متلازمة الأثر الثاني والارتجاج "أكثر شيوعاً"، عن نظائرهم الأكبر سناً. على الرغم من ان هذه المتلازمة مصدر قلق أيضا لكبار الرياضيين. المراهقين والبالغين من الذكور، ممن يلعبون كرة القدم الأمريكية أو الهوكي أو البوكس هم الأكثر معاناة لهذه الحالة. كل حاله موثقه لهذه المتلازمة تحدث في الرجال ولكن ليس من المعروف ما إذا كانت هذه الحالة ترجع إلى عرضة خاصة أو عرضة أكبر للذكور للأثر الثاني. الدراسات وجدت أن الناس ممن لديهم ارتجاع واحد هم أكثر عرضة لتلقي ارتجاع آخر في المستقبل.

## السمات
تعتبر متلازمة الأثر الثاني أخطر المضاعفات نتيجة عودة الرياضيين إلى اللعب قبل اختفاء أعراض إصابة الرأس: مثل هذه الأعراض تتضمن الصداع، صعوبات في الإدراك، تغيرات الرؤية. الإصابة البدائية يمكن أن تكون ارتجاج أو نوع آخر ربما أكثر خطورة من أنواع صدمات الرأس مثل تهتك الدماغ، على الرغم من ذلك الارتجاج الأول يتطلب أن يكون بسيطا كي تحدث متلازمة الأثر ثانية. أيضاً متلازمة الأثر الثاني ربما تكون بسيطة، مجرد إصابة للصدر تتسبب للرأس برعشة، بالتالي تقل قوة التسارع إلى الدماغ. فقدان الوعي خلال الإصابة الثانية ليس ضرورياً لحدوث متلازمة الأثر الثاني .كلتا الإصابتان ممكن أن تحدثا خلال نفس اللعبة. يمكن للرياضيين متابعة اللعب بعد الارتجاج الثاني، من الممكن المشي دون مساعدة ولكن سرعان ما تتطور هذه الأعراض سريعاً وتسوء. يحدث الانهيار العصبي خلال فترة وجيزة مع بداية سريعة لاتساع حدقية العين، فقدان حركة العين، فقدان الوعي وفشل التنفس. فشل جذع الدماغ يحدث سريعاً بين2-5 دقيقه بعد الأثر الثاني والوفاة بعدها بفترة وجيزة. أحياناً ترتبط متلازمة الأثر الثاني مع ورم دموي صغير تحت الغشاء الجافي.

## الفسيولوجية المرضية
الارتجاج يغير مؤقتاً وظيفة الدماغ. من المعتقد أن الدماغ يترك في حالة معرضة بعد الارتجاج والصدمة الثانية تكون مرتبطة بالأثر الثاني. الآلية الفعلية وراء تورم الدماغ كارثية ومثيرة للجدل. الإصابة الثانية خلال هذه الفترة تطلق العنان لسلسلة من أحداث الأيض داخل المخ. التغيرات المثيرة للجدل للأثر الثاني ممكن أن تحدث خلال 15ث بعد الارتجاج الثاني. التغييرات الفسيولوجية المرضية تتضمن تنظيم ذاتي للأوعية الدموية للدماغ ممَ تتسبب في احتقانهم. تتمدد الأوعية الدموية عن طريق زيادة قطرها ممَ يؤدي إلى زيادة تدفق الدم إلى الدماغ. الوذمة الدماغية المتطورة ممكن أن تحدث. تلك الزيادة لحجم الدم والدماغ داخل الجمجمة تتسبب في زيادة ضغط الدماغ، فتق المخيخ ومعقفي. أحداث مميتة وكارثية خلالها ينضغط الهيكل خلال الجمجمة. الدراسة على الحيوانات أظهرت أن الرأس معرض لارتجاج ثاني بعد الأول بفترة وجيزة. الدراسات أكدت أن عدم اكتمال نضج الدماغ يجعله أكثر عرضة، مما يتضمن مفتاحاً لتفسير حدوث هذه الحالة للبشر تحت سن 18.

Brain herniation types-2

## المنع
المعايير التي تمنع إصابة الرأس في العموم تمنع الأثر الثاني. لذلك ينصح الرياضيين بارتداء عتاد واقي لهم مثل الخوذة، على الرغم من انها لا تمنع هذه الحالة كاملاً. نصح الخبراء بإن اللاعبين ممن يعانون أعراض مصاحبة للارتجاج يتم منعهم من العودة الي اللعب حتى لا تتطور ثانياً وتحدث متلازمة الأثر الثاني. الرياضيين يتم تثبيطهم من العودة الي اللعب إلا عندما يتم تقييمهم ويتم الموافقة على عودتهم من قبل متخصصين في رعاية الصحة. بعض الرياضيين ينكروا هذه الأعراض لكي يتمكنوا من العودة الي اللعب ثانياً. هكذا حظر المدربين عودة اللاعبين ممن يعانوا ارتجاج بالرغم من سرعة اختفاء الأعراض. إصابة الرأس البدائية ممكن ان تتدخل مع حكمة اللاعبين وقراراتهم والحكم من خلال مشاركتهم في أنشطة خطرة. لذلك مشرفي رعاية الصحة يقومون بتشجيع عائلات المرضى وذويهم للضغط على الرياضيين لعدم العودة. توجد عدة مجموعات مختلفة من المبادئ التوجيهية لعودة الرياضيين إلى اللعب ممن يعانوا من صدمة الرأس. هذا يتضمن جزءاً من عدم تطور متلازمة الأثر الثاني. وقد وضعت مجموعة متنوعة من تصنيف الارتجاج للمساعدة في هذا القرار. كل توصيات للعودة للعب توصي بأن الرياضي لا يعود للمنافسة إلا عندما تغيب أعراض الارتجاج خلال الراحة واللعب. الأكاديمية الأمريكية للأعصاب توصي بمنع الرياضيين الشباب من العودة للعب لمدة على الأقل أسبوع في أغلب حالات الارتجاج.

## التشخيص
التصوير بالرنين المغناطيسي والتصوير المقطعي بالكمبيوتر هي أدوات مفيدة للغاية للكشف عن متلازمة الأثر الثاني. احتقان الأوعية الدموية للدماغ قد يكون مرئي باستخدام الأشعة المقطعية. متلازمة الأثر الثاني تختلف عن إصابات الرأس المتكررة، حيث يعاني الشخص من سلسلة من إصابات الرأس الطفيفة عبر الوقت وتشهد انخفاضاً بطيئاً في الوظائف مثل القدرات المعرفية. على العكس من متلازمة الأثر الثاني، متلازمة إصابة الرأس المتكررة لاتزال تحدث على الرغم من أن الأعراض من الإصابة السابقة قد حُلت تماماً. متلازمة الأثر الثاني أعراضها أكثر شدة من أعراض إصابة الرأس المتكررة كلا على المدى الطويل والقصير.

## العلاج
علاج الفقدان الذاتي للأوعية الدموية في الدماغ قد يكون من الصعب أو المستحيل عندما تحدث متلازمة الأثر الثاني، لا تساعد الجراحة، وهنالك أمل ضئيل لتحقيق الانتعاش. يتطلب العلاج الاعتراف الفوري ويتضمن التزويد بعوامل التناضحية وفرط التهوية من أجل خفض الضغط داخل الجمجمة.

## الإنذار
معدل الوفيات يصل إلى 50% والمراضة (الإعاقة) تصل إلى 100%، ولأن الحالة نادرة جداً، الاتصال بين متلازمة الأثر الثاني والإعاقة المستقبلية كانت صعبة وبالتالي غير مفهومة. عندما تكون متلازمة الأثر الثاني غير قاتلة، آثار مشابهة لتلك الإصابة الحادة في الدماغ يمكن أن تحدث بما في ذلك
التشنجات المستمرة للعضلات والإجهاد، وعدم الاستقرار العاطفي، والهلوسة، وما بعد الصدمة والصرع، والإعاقة العقلية، والشلل، الغيبوبة، والموت الدماغي.